# Phoenix atlantica
Espèce
Synonymes
- Phoenix atlantidis A.Chev. 	(1934) nom. nud.

Statut de conservation UICN

 EN  : En danger
Phoenix atlantica (nom commun:  palmier dattier de l' Île du Cap-Vert, le nom local: Tamareira) est une espèce de Palmier menacée d'extinction de la famille des Arecaceae, dans le genre Phoenix. Il est endémique aux Îles du Cap Vert .

## Vue d'ensemble

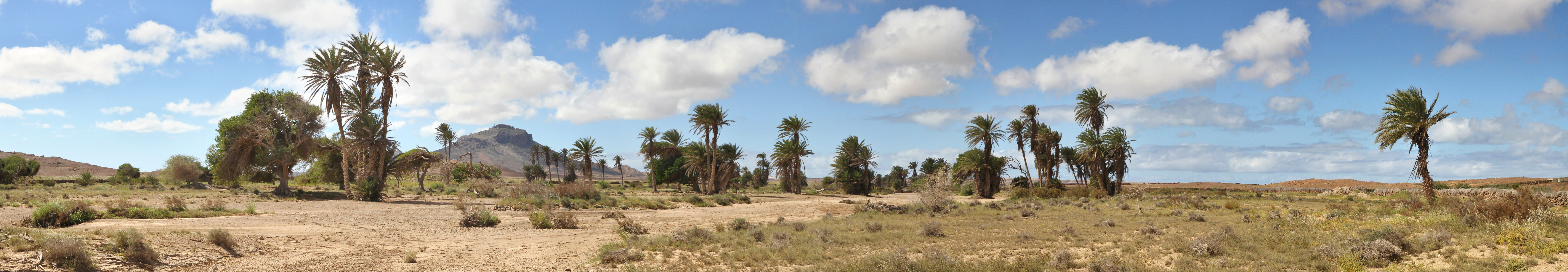
Panorama d'un genre d'oasis, dans la région du centre-ouest de Boa Vista, avec des Tamareiras

Phoenix atlantica est un cousin du Phoenix dactylifera, (le véritable  palmier dattier ). P. atlantica est clairement distinct des proches espèces dans le genre, et son plus proche parent est susceptible d'être aussi son plus proche voisin géographique, P. dactylifera. Ce palmier du Cap-Vert , est endémique des Îles du Cap Vert, il a été, à tort, caractérisé comme la version sauvage du Phoenix dactylifera (Comme l'a été aussi le Phoenix theophrasti). Trois espèces du genre Phoenix sont enregistrés sur les Îles du Cap-Vert, P. dactylifera L., P. canariensis Chabaud et P. atlantica A. Chev. Alors que l'activité humaine a presque certainement introduit les deux premières espèces, ce dernier est endémique des îles. l'iisolement génétique de l'Île du Cap-Vert pour P. atlantica a été révélé par des marqueurs microsatellites et un marqueur chloroplaste minisatellite individuel du Phoenix des Îles du Cap-Vert, par rapport à P. dactylifera, P. canariensis et P. sylvestris, afin d'évaluer la position taxonomique de P. atlantica dans le genre. L'analyse de l'ADN par S. A. Henderson, N. Billotte et J.-C. Pintaud, a démontré l'isolement Génétique de Phoenix atlantica.

Phoenix atlantica a été décrit pour la première fois en 1935 par le botaniste français Auguste Chevalier. Son apparence est très similaire à Phoenix dactylifera, étant plus semblable à la forme de P. dactylifera que Phoenix canariensis, mais il possède des caractères des deux espèces. Tamareira est un regroupement cespiteux de 2 à 6 stipes de 5 à 15 m , plusieurs tiges sont générées sur le même pied, avec des feuilles vert foncé de 2 à 3 m de longueur. P. atlantica peuvent être distingués très facilement de P. canariensis par sa forme de croissance  regroupant plusieurs troncs  et de par ses feuilles plus courtes, et plus étroites. Le palmier dattier des Canaries est adapté à un climat plus humide et à des températures plus basses, jusqu'à -8 °C. D'autres distinctions entre les P. atlantica et de P. dactylifera incluent les pétales acuminés  des fleurs mâles selon le Chevalier en 1935, Greuter en 1967, et Brochmann et coll. en 1997. Le fruit est une  drupe  ovale et rose de 2 cm de long et 1 cm de diamètre et contenant une seule  grosse graine, la pulpe du fruit est comestible, mais très fine.